# Myripristis jacobus
Myripristis jacobus là một loài cá biển thuộc chi Myripristis trong họ Cá sơn đá. Loài này được mô tả lần đầu tiên vào năm 1829.

## Từ nguyên
Từ định danh jacobus được Latinh hóa từ tên James, bắt nguồn từ tên thường gọi của loài cá này là Frère-Jacques ở Martinique (nơi thu thập mẫu gốc).

## Phạm vi phân bố và môi trường sống
M. jacobus có phân bố rộng khắp vùng biển nhiệt đới Đại Tây Dương. Ở bờ tây, từ bang North Carolina (Hoa Kỳ) và Bermuda, loài này được ghi nhận dọc theo bờ biển bang Florida (gồm cả Florida Keys) trong vịnh México, từ Tuxpan, Veracruz trải dài đến khắp biển Caribe và dọc theo bờ biển Nam Mỹ đến bang Rio de Janeiro của Brasil (gồm cả quần đảo Fernando de Noronha và São Pedro và São Paulo xa bờ). Ở bờ đông, trong vịnh Guinea thì loài này có phạm vi từ Ghana đến Gabon, cũng như tại São Tomé và Príncipe và đảo Annobón, xa hơn ở phía bắc là quốc đảo Cabo Verde và quần đảo Canaria. Ở trung nam Đại Tây Dương thì M. jacobus được biết đến ở đảo Trindade (Brasil), đảo Ascension và Saint Helena (thuộc Anh).
M. jacobus được thu thập trên các rạn san hô ở độ sâu đến ít nhất là 210 m, nhưng thường tập trung phổ biến hơn ở các rạn gần bờ.

## Mô tả

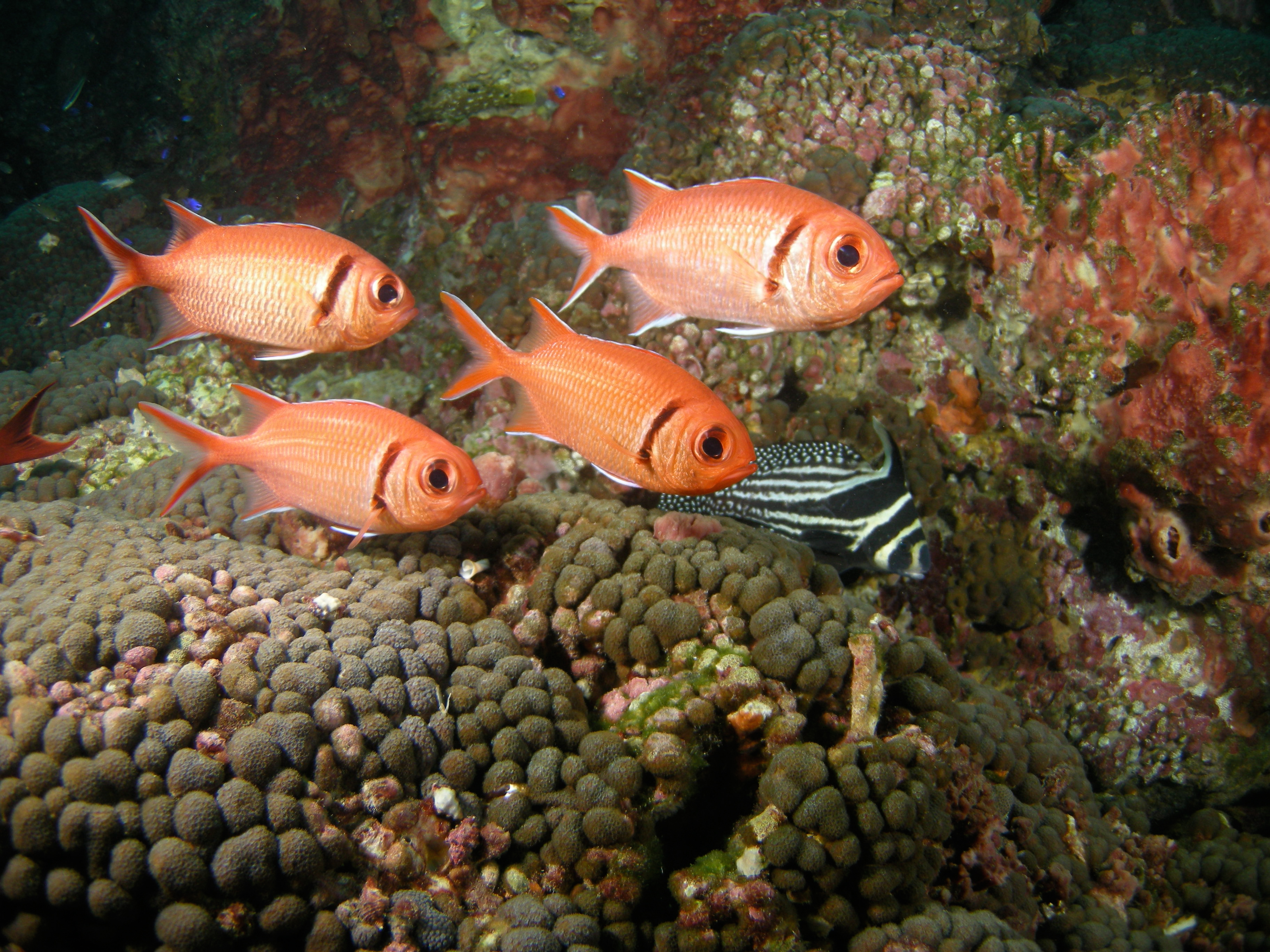
Một nhóm M. jacobus với cá đù Eques punctatus

Chiều dài cơ thể lớn nhất được ghi nhận ở M. jacobus là 25 cm. Vây lưng và vây hậu môn mềm có vảy. Vạch nâu sẫm chạy dọc theo nắp mang đến vây ngực. Cá có màu đỏ, thân dưới ánh bạc. Gai vây lưng có các vệt đỏ và trắng. Viền cạnh của tất cả các vây đều có màu trắng. Ngạnh trước nắp mang không nổi rõ. Thùy đuôi, vây lưng và vây hậu môn nhọn.
Số gai ở vây lưng: 11; Số tia vây ở vây lưng: 14; Số gai ở vây hậu môn: 4; Số tia vây ở vây hậu môn: 13–14.

## Sinh thái
M. jacobus có thể tạo ra âm thanh như nhiều loài cá sơn đá khác. Chúng là loài sống về đêm và ăn sinh vật phù du, đôi khi chúng bơi lộn ngược trong các hang hốc.

## Thương mại
M. jacobus được đánh bắt chủ yếu trong nghề cá thủ công ở một số địa phương, có khi vô tình bị mắc bẫy. Mặc dù được bán tươi trên thị trường nhưng loài này không được ưa chuộng làm thực phẩm, tuy nhiên có thể được nuôi làm cá cảnh.